# 张谭 (北凉)
张谭，字元庆，北凉武威郡姑臧县人。
张谭为和宁县令，为政以德化为本，不务威刑。百姓有过错，读《孝经》和忠臣孝子传来训导他们。百姓爱戴他如同父母，号称为慈君。